# Colpo in canna
Colpo in canna är en italiensk poliziottescofilm från 1975 i regi av Fernando Di Leo.

## Rollista i urval
- Ursula Andress - Nora Green
- Woody Strode - Silvera
- Marc Porel - Manuel
- Isabella Biagini - Rosy
- Lino Banfi - kommissarie Calogero
- Aldo Giuffré - don Calò
- Maurizio Arena - prästen
- Rosario Borelli - di Silvera